# Psilaster florae
Psilaster florae är en sjöstjärneart som först beskrevs av Addison Emery Verrill 1878.  Psilaster florae ingår i släktet Psilaster och familjen kamsjöstjärnor. Inga underarter finns listade i Catalogue of Life.